# District de Lenzbourg
Le district de Lenzbourg est un district du canton d'Argovie en Suisse.
Le district compte 20 communes pour une superficie de 102,75 km2 et une population de 67 596 habitants (en 2022).

## Communes
| Nom              | N° OFS | Population (décembre 2022) |
| ---------------- | ------ | -------------------------- |
| Ammerswil        | 4191   | +000777,                   |
| Boniswil         | 4192   | +001 669,                  |
| Brunegg          | 4193   | +000877,                   |
| Dintikon         | 4194   | +002 379,                  |
| Egliswil         | 4195   | +001 544,                  |
| Fahrwangen       | 4196   | +002 456,                  |
| Hallwil          | 4197   | +001 003,                  |
| Hendschiken      | 4198   | +001 334,                  |
| Holderbank       | 4199   | +001 487,                  |
| Hunzenschwil     | 4200   | +004 308,                  |
| Lenzbourg        | 4201   | +011 054,                  |
| Meisterschwanden | 4202   | +003 266,                  |
| Möriken-Wildegg  | 4203   | +004 676,                  |
| Niederlenz       | 4204   | +004 781,                  |
| Othmarsingen     | 4205   | +003 096,                  |
| Rupperswil       | 4206   | +005 912,                  |
| Schafisheim      | 4207   | +003 037,                  |
| Seengen          | 4208   | +004 333,                  |
| Seon             | 4209   | +005 433,                  |
| Staufen          | 4210   | +004 174,                  |
| Total            | Total  | +067 596,                  |